# Машанєнкова Ольга Олегівна
О́льга Оле́гівна Машанєнко́ва (* 2006) — українська легкоатлетка.

## З життєпису
Народилась 2006 року. Представляє місто Рівне.
- Чемпіонат Європи з легкої атлетики серед юнаків 2022 — учасниця
- 27 липня 2023 року у словенському Маріборі їй вдалося захистити титул чемпіонки Європейського юнацького олімпійського фестивалю, при цьому встановила новий рекорд України на бар‘єрній 400-метрівці та покращила рекорд змагань
- Серпень 2023 — Чемпіонат Європи з легкої атлетики серед юніорів 2023 — срібло в бігу на 400 метрів з бар'єрами.[1]

Тренер — батько Машанєнков Олег Віталійович, станом на 2023 рік перебуває в лавах ЗСУ.